# Ящірка піренейська
Ящірка піренейська (Iberolacerta bonnali) — вид ящірок з родини справжні ящірки (Lacertidae).

## Назва
Вид названо на честь графа Бонналі, який зібрав колекцію земноводних і плазунів, живучи у містечку Монгаяр (Верхні Піренеї, Франція).

## Поширення
Цей вид поширений у центральних Піренейських горах на межі Франції та Іспанії. Мешкає на висотах від 1580 до 3060 м над рівнем моря.